# 占い師の鉄平。
- 橋本鉄平

占い師の鉄平。（うらないしのてっぺい、1981年〈昭和56年〉- ）は、日本の易学研究家、占術家。別名義は橋本 鉄平（はしもと てっぺい）。
2018年春頃、テレビの街頭インタビューでの応対から「自己防衛おじさん」としてインターネット上で話題となった（後述を参照）。

## 人物

### 占いとの出会い
大学生時代、都内の飲食店で浦安市のテーマパーク関係者であるアメリカ人と知り合って意気投合し、英語の勉強も兼ねて通訳見習いとして手伝うことを提案される。その出会いと様々な経験などをきっかけに日本の大学を退学し、ロサンゼルスへ渡る。
渡米後は現地の大学へ通い、マネジメントを学ぶ。卒業後は、すぐに帰国しては勿体ないと感じたことや会社員になる自分が想像できなかったことを理由に現地に9年程滞在し、2010年まで滞在する。
滞在中、ロサンゼルスのアジア人コミュニティで幼少から興味を抱いていた占いについて造詣を深め、現地の中国人から易学などについて学ぶ。
29歳になってからは「そろそろちゃんとしなきゃなぁ」と感じつつ、30歳までには帰国しようと漠然と思っていたこと、またその時期に立て続けにロサンゼルスで身の回りで奇妙な事が起きたことをきっかけに、これ以上ここにいるべきではないと判断し、日本へ帰国した。
帰国後、何気なく立ち寄った横浜ベイシェラトンホテルの占いコーナーで占い師に向いていると言われ、帰国1ヶ月後の2010年8月から占い師として活動を始める。
占い師となった後は、占術方法などを明治時代から四代続く易学の権威・東洋運命学易断本部の代表・村澤妙世から学びつつ、自ら占いの勉強と対面鑑定を行い実占で経験を積んだ。また、コールセンターの仕事や深夜に鶴見にあるヤマト運輸の倉庫で荷物を仕分けする仕事などを行った。2017年12月ごろまでは横浜ベイシェラトンホテルの占いコーナーに出席して対面の占いを行っていた。

### 街頭インタビュー
2016年12月ごろ、東京・新橋にある病院に注射を打ちに行ったところ、新橋駅前のSL広場で『ウェークアップ!ぷらす』の街頭インタビューを受け、年金問題に関して「お金いっぱい欲しいんだったら 年金あてにしたらだめじゃない? 自己防衛 投資 海外移住... 日本脱出だよね」などとコメントした。
これが2018年3月ごろから、ネット上で大きく取り上げられ、Twitterなどで鉄平を素材とした二次創作が拡散され、インタビューの内容から「自己防衛おじさん」との愛称で親しまれるようになった。本人のTwitterのフォロワー数は話題になる以前は500人弱だったが、取り上げられ始めた同月中の20日時点で3万9000人に、2022年8月現在では9万1000人にまで増加した。

### 2018年3月以降の活動
2018年4月頃から横浜ベイシェラトンの鑑定コーナーへの出席を再開（2019年1月で終了）。
2019年2月からは有楽町交通会館や新宿3丁目での対面鑑定を開始。
2019年4月24日からはJ-CASTが運営するJタウンネットにおいて「自己防衛おじさんのお悩み相談室」という連載が始まる。
2019年10月にはLINE占いに登場。初日で総合メニューランキング1位を達成した。
2020年6月初頭に安倍内閣退陣を公式ブログ上で予言。その予言通り同年8月28日に安倍首相が辞任を表明し、占いが見事的中した。
2025年5月、VTuberのラプラス・ダークネスの生誕祭に登場した。

### 2回目の街頭インタビュー
2020年10月5日放送の『Nスタ』で新たに街頭インタビューを受けた様子が映し出された。黒いマスク姿だったが、特徴的な目元や長髪からすぐに同一人物であると瞬時に話題となり、放送直後からYahoo検索で一位を記録、Twitterでもトレンド入りを果たすなど根強い人気を示した。また、過去のインタビュー内容と関連させて「ちゃんとマスクつけて自己防衛してる」との声もあがった。

## CM出演
自己防衛おじさんの様子を模倣したものや彼自身の素材を活かしたものが多い。
ファイナルファンタジーXV
2018年3月、『ファイナルファンタジーXV』の公式Twitterアカウントが登場キャラクターのアーデンに鉄平のインタビュー時の姿を再現した「自己防衛アーデン」を公開した。
サントリー神泡サーバー
2019年3月、サントリーのザ・プレミアム・モルツ「神泡サーバー」のPR動画2本に出演し、「クリーミー、超音波、洗浄いらず。おいしく飲むために必須だよね。つまり、自己防衛。」などと発言した。
KADOKAWA 異世界おじさん
2019年10月、KADOKAWAのコメディー漫画である『異世界おじさん』（著：殆ど死んでいる）の第3巻の発売を記念して、鉄平が異世界でサバイブするにはどうするべきかを語るテレビCMの放映およびロングCMがネット上で公開された。テレビインタビューの顔芸も模倣され、「自己防衛、記憶操作、単独行動だよね。」などと発言した。
また、CMのロングバージョンが2019年10月の話題になったWeb広告として「YouTube Ads Leaderboard Winner」をGoogleから受賞した。
異世界おじさんアニメ化記念CMへ出演
2021年6月、『異世界おじさん』単行本第6巻の発売、さらにアニメ化を記念したテレビCMの放映、およびロングCMがネット上で公開された。CMでは2020年10月の横浜異臭騒動で受けた街頭インタビューのパロディも取り入れられ、黒マスクをした姿でコミカルな演技を披露した。
大遊 ゲートルーラー
株式会社大遊が2020年12月に発売した新作トレーディングカードゲーム『ゲートルーラー』のプロモーションビデオ、及びWebCMに出演。
ヒーロー文庫　はたらけ!おじさんの森
2021年7月、主婦の友インフォス社・ヒーロー文庫から発売されたライトノベル『はたらけ!おじさんの森』第一巻の発売を記念したプロモーションビデオに出演。
さくら舎 ラーメン女王への道
元バイトAKBのラーメン店経営者・梅澤愛優香の自叙伝『ラーメン女王への道 アイドルから店主への創業奮闘記』のWeb宣伝動画に出演。梅澤のYouTubeチャンネルに投稿された。
キタニタツヤ
2024年1月、シンガーソングライター・キタニタツヤのアルバム『ROUNDABOUT』のプロモーション動画「キタニタツヤを調査せよ」シリーズのFINALに出演。圧倒的な存在感と話題性でX（旧Twitter）のトレンドにもランクインし、再び時の人となった。
サントリー　伊右衛門
2024年5月、サントリー緑茶・伊右衛門のWebCMへ出演。メイキング動画では「濃さの中にもまろやかさ」と絶妙な表現により、商品の味を的確に発信している。なお新・神泡サーバーCM出演以来、約6年ぶりに同社広告へ再出演となった。

## ディスコグラフィー
| 発売日        | タイトル                     | 楽曲製作者                                                              | 出典          |
| ------------- | ---------------------------- | ----------------------------------------------------------------------- | ------------- |
| 2024年9月30日 | 自己防衛～あてにしちゃダメ～ | 詞/曲 橋本鉄平 sound created and arranged by Dr.Hypeleeve chorus・AKIKO | [ 28 ] [ 29 ] |